# Вільнюська картинна галерея
Вільнюська картинна галерея (лит. Vilniaus paveikslų galerija) — художня галерея в місті Вільнюс, філія Литовського художнього музею.
Галерея розміщується в просторому палаці графів Ходкевичів. Інтер'єр музею виконаний в стилі пізнього класицизму. Постійна експозиція знайомить з розвитком образотворчого мистецтва Литви з XVI століття до початку XX століття.
У галереї проводяться тимчасові привізні і змінні виставки, музично-поетичні і інші вечори, концерти класичної музики.

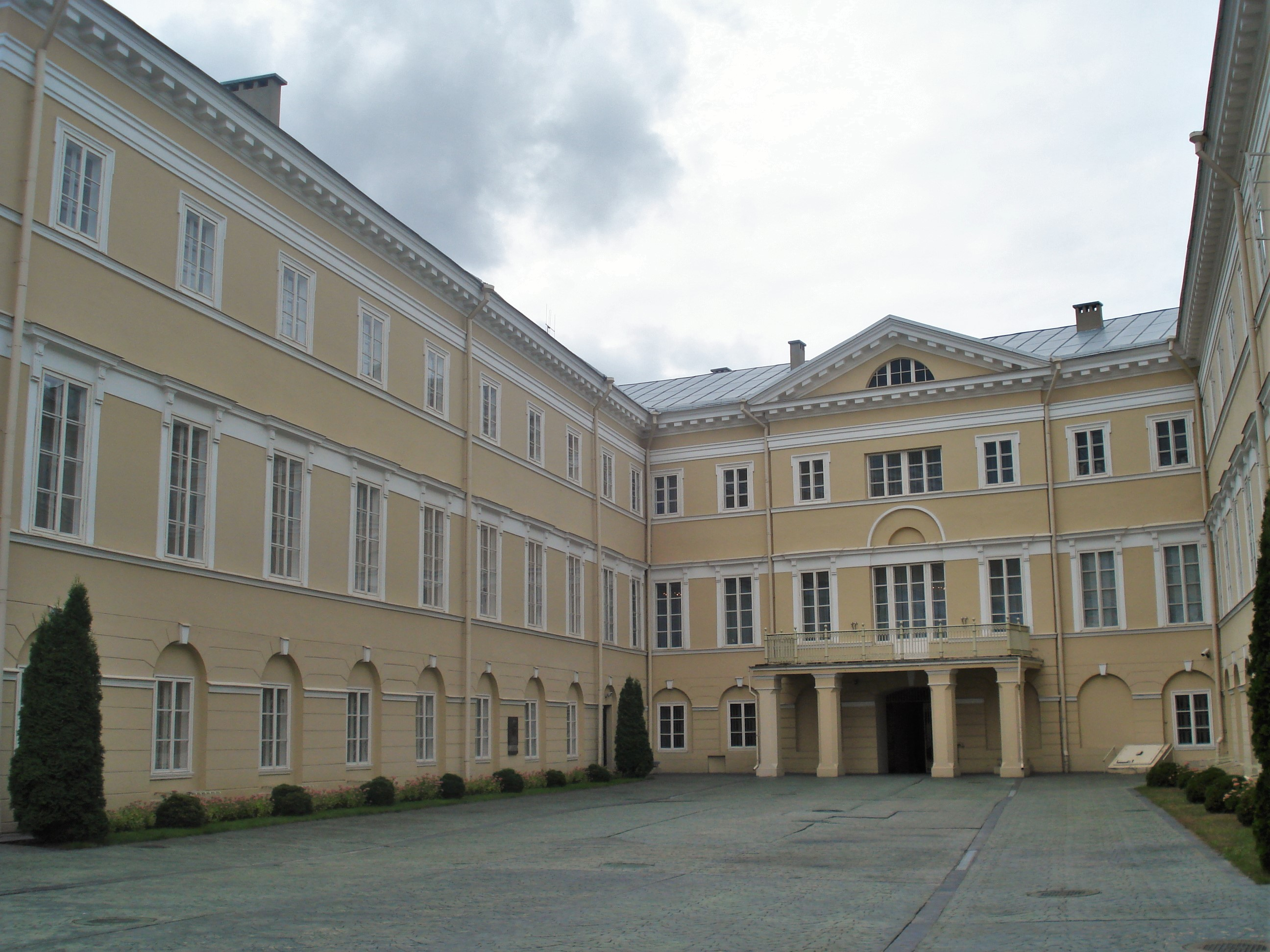
Внутрішній двір палацу Ходкевичів

## Історія
Картинна галерея в Вільнюсі була заснована 1956 року. Її експозиція до 1989 року розташовувалася в будівлі вільнюського Кафедрального собору. У колекції було представлено литовське мистецтво XVI — початку XX століть і західноєвропейське мистецтво XV—XIX століть.
1989 року Кафедральний собор був повернутий віруючим. У 1989-1994 роках картинна галерея розташовувалася в Палаці працівників мистецтв, який після ремонтних і реставраційних робіт у 1997 році став офіційною резиденцією президента Литви.
У 1994 році галерея розмістилася у відреставрованому палаці литовських аристократів Ходкевичів.

## Історія будівлі

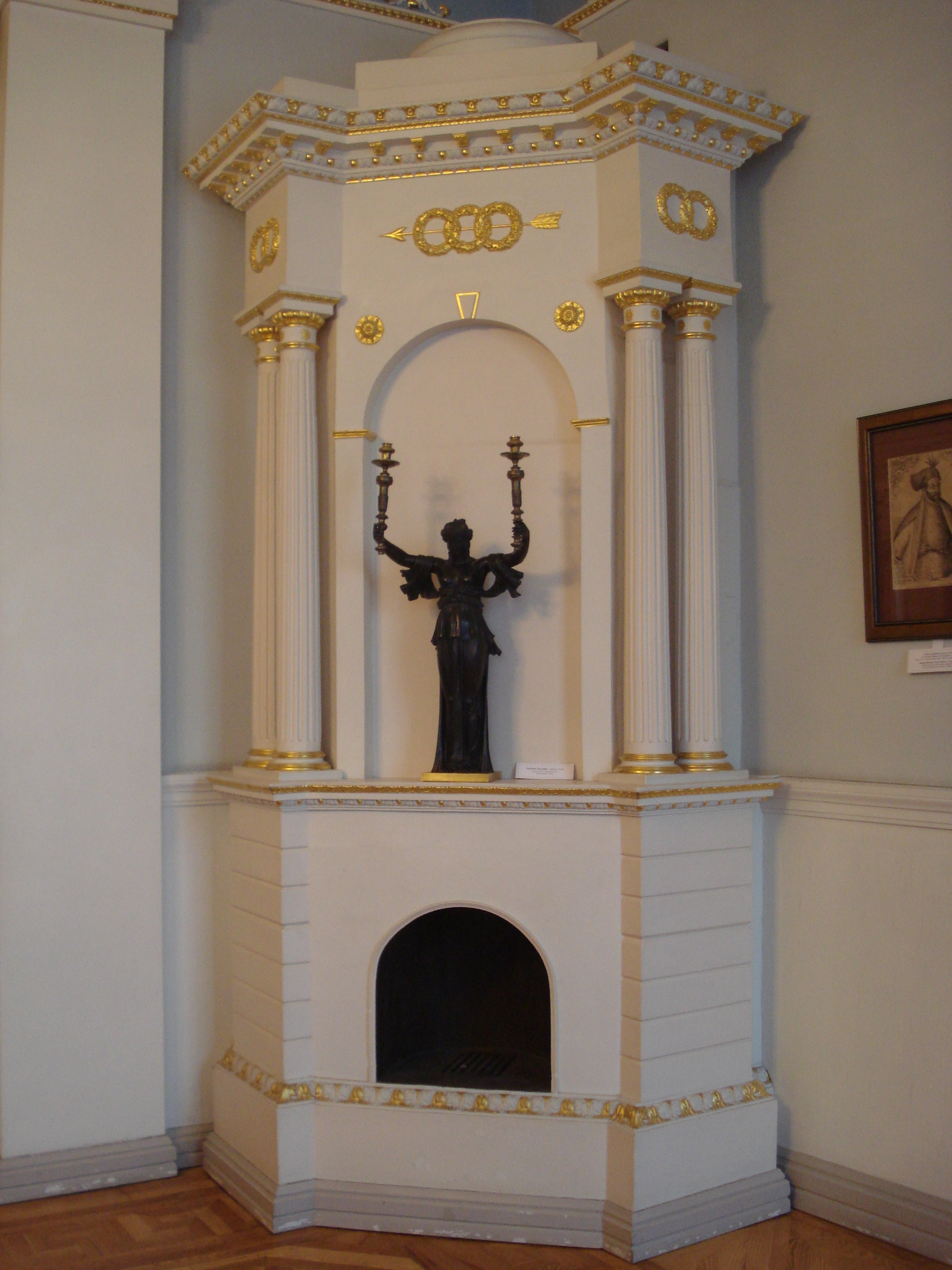
Піч у палаці Ходкевичів

Будівля датується першою половиною XVII століття. Вона не раз перебудовувалася і розширювалася. 1834 року палац Ходкевичів був реставрований за проектом і під керівництвом архітектора Томаша Тишецького, набувши рис пізнього класицизму (ампіру).
Будівля являє собою один з найцікавіших архітектурних ансамблів столиці Литви в стилі класицизму. У залах другого поверху збереглися властиві цьому стилю елементи декору та інтер'єру (ліпнина, піч), доповнені меблями і творами декоративно-ужиткового мистецтва.

## Експозиція

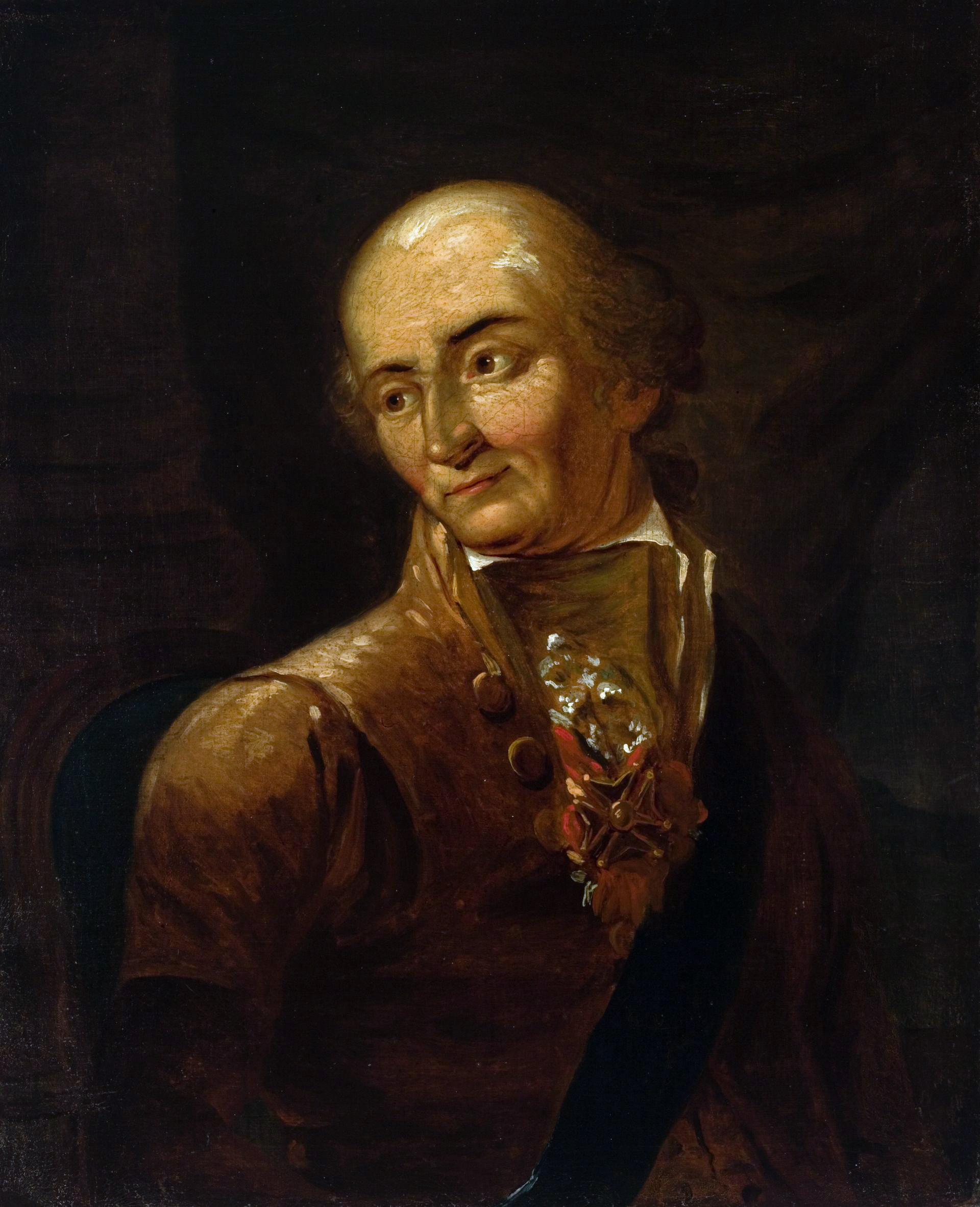
Ян Рустем. «Портрет Антонія Тизенгауза»

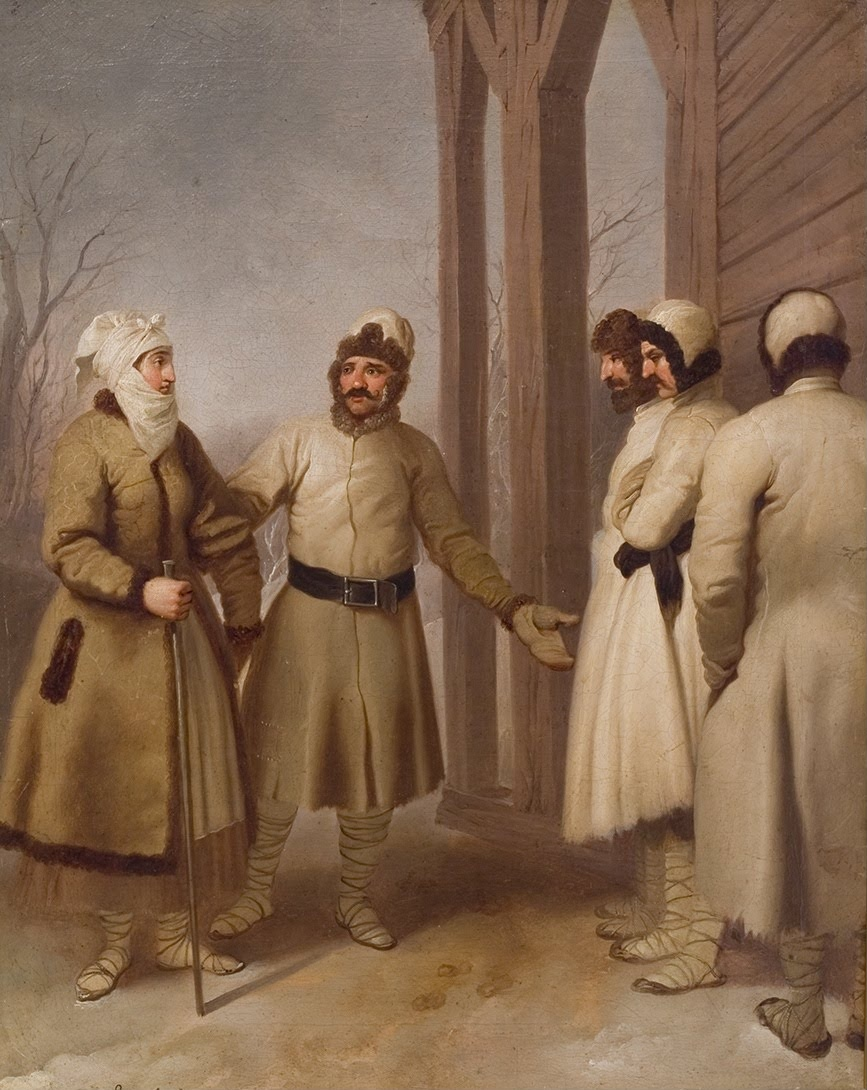
Франциск Смуглевич. «Литовські селяни»

Постійна експозиція знайомить з розвитком образотворчого мистецтва Литви, починаючи з XVI століття.
У I, II і IV залах другого поверху експонуються портрети талановитого фінансиста, організатора торгівлі та промисловості Антонія Тизенгауза (художник Ян Рустем), професорів Віленського університету Яна Снядецького, Томаша Жицького (художник Анджей Валінович), Йозефа Франка (художник Я. Рустем), дружини Франка, співачки Крістіни Франк (уродженої Герхард; художник Ян Рустем), поета Владислава Сирокомлі, композитора Міхала Клеофаса Огінського (художник Франсуа-Ксав'є Фабр), поета Адама Міцкевича (художник Валентій Ванькович) та інших видатних віленчан і тісно пов'язаних з культурним та громадським життям Вільно особистостей. Крім портретів, у експозиції є пейзажі Канута Русецького та інших художників.
Мистецтво Великого князівства Литовського представлено портретами в залах третього поверху, написаними місцевими та іноземними майстрами.
Широко представлена Вільнюська художня школа — творчість професорів і вихованців кафедр живопису і малюнка, скульптури та інших, що діяли в Віленському університеті в 1793—1832 роках.
У залах XIV, XV, XVI, XVIII третього поверху експонуються твори засновника школи Франциска Смуглевича, а також Яна Рустема, Юзефа Пешки, Юзефа Олешкевича, Яна Дамеля, Канута Русецького.
Не менш повно представлена творчість художників Литви, у другій половині XIX століття отримували освіту в Німеччині, Італії, Польщі, Росії, Франції, а також літографії з «Віленського альбому» Яна Казимира Вільчинського. У XIX залі експонуються картини Олександра Слендзінського, Кароля Ріпінського, Анджея Валіновича, Міхала Куліші, Антонія Белькевича та інших. XX зала знайомить з творами Вінцента Смоковського і Валентія Ваньковича.
У галереї можна також познайомитися з проектами вільнюської ратуші (архітектор Лаурінас Стуока-Гуцявічюс).